# Mycetophila neolorigera
Mycetophila neolorigera är en tvåvingeart som beskrevs av Duret 1991. Mycetophila neolorigera ingår i släktet Mycetophila och familjen svampmyggor. Inga underarter finns listade i Catalogue of Life.